# مقاطعة الحي المحمدي
مقاطعة الحي المحمدي هي أحد مقاطعات عمالة الدار البيضاء غرب المملكة المغربية. تضم مقاطعة الحي المحمدي أحياء مهمة للدار البيضاء و تأوي مقاطعة الحي المحمدي 156.501 نسمة (حسب الإحصاء الرسمي 2004).

## أعلام
- موهوب الغزواني